# ارکی نول
ارکی نول (انگلیسی: Erki Nool؛ زادهٔ ۲۵ ژوئن ۱۹۷۰) ورزشکار دو و میدانی اهل استونی است. وی در رشته ده‌گانه بازی‌های المپیک تابستانی ۲۰۰۰ مدال طلا مسابقات دو و میدانی را کسب کرده است، ارکی نول همچنین مدال طلا رشته ده‌گانه مسابقات جهانی دو و میدانی ۱۹۹۸ و مدال طلا هفت‌گانه مسابقات داخل سالن اروپا در سال ۱۹۹۶ را به دست آورده است.
وی در سال ۱۹۹۷ اولین مدرسه خصوصی دو و میدانی در استونی را تأسیس کرده است و در مارس ۲۰۰۷ به عنوان نماینده پارلمان استونی انتخاب شده است، نول از سال ۲۰۰۸ عضو اجرائی کمیته المپیک استونی نیز می‌باشد.